# Pierwszy Bank Stanów Zjednoczonych
Pierwszy Bank Stanów Zjednoczonych (ang. First Bank of the United States) – pierwszy bank centralny Stanów Zjednoczonych z siedzibą w Filadelfii w stanie Pensylwania, powołany 25 lutego 1791 roku przez Kongres na okres dwudziestu lat.
Jego kompetencje sięgały trzech dziedzin polityki federalnej państwa, polityki fiskalnej i polityki budżetowej razem z zarządzaniem mennicą oraz ustanawianiem podatku akcyzowego. Przewodniczącym banku był Alexander Hamilton, pierwszy sekretarz skarbu państwa, który wierzył, że utworzenie narodowego banku było konieczne w celu stabilizacji i wzmocnienia wiarygodności państwa oraz poprawy działalności rządu w zakresie polityki finansowej w ramach nowo przyjętej konstytucji.
Bank Hamiltona, którego projekt powstania po raz pierwszy został zaproponowany podczas pierwszego zgromadzenia Kongresu w 1790 roku, spotkał się z powszechnym brakiem akceptacji przeciwników zwiększonej władzy federalnej. Przewodniczący opozycji, Thomas Jefferson, pełniący funkcję sekretarza stanu oraz James Madison, członek Izby Reprezentantów, twierdzili, że bank jest niezgodny z konstytucją oraz jego utworzenie będzie wpływać na korzyść handlowców oraz inwestorów kosztem całego społeczeństwa. W 1811 roku Senat nie mógł przegłosować projektu odnowy statusu banku z powodu impasu legislacyjnego, to znaczy równej liczby głosów za i przeciw oddanych podczas głosowania. W konsekwencji wiceprezydent George Clinton i przewodniczący Senatu złamali impas, głosując przeciwko ustawie.
Budynek Pierwszego Banku Stanów Zjednoczonych został uznany za miejsce zabytkowe (National Historic Landmark) w ramach Independence National Historical Park.

## Cele polityki gospodarczej Hamiltona
Pierwszy Bank Stanów Zjednoczonych, powołany do życia w 1791 roku, był jednym z trzech głównych unowocześnionych instrumentów finansowych, zaproponowanym i wspieranym przez Hamiltona, pierwszego sekretarza skarbu państwa. Poza ustanowieniem banku narodowego została utworzona mennica oraz wprowadzony federalny podatek akcyzowy.
Trzy gospodarcze cele Hamiltona skupiały się wokół:
- ustanowienia porządku i przejrzystości ekonomicznej oraz finansowego pierwszeństwa w nowo powstałym państwie;
- ustanowienia wiarygodności państwa w kraju i za granicą;
- rozwiązania problemu waluty fiducjarnej, która była walutą kontynentalną, wydawaną przez Kongres Kontynentalny tuż przed i podczas wojny o niepodległość Stanów Zjednoczonych.

Innymi słowy, celami Hamiltona było:
- spłacenie wszystkich długów wojennych;
- zebranie pieniędzy na nowy rząd[3];
- utworzenie banku narodowego oraz stworzenie wspólnej waluty[4].

## Plan Hamiltona
Zgodnie z projektem przedstawionym podczas pierwszych obrad Kongresu, Hamilton zaproponował utworzenie wstępnego programu finansowania banku poprzez sprzedaż 10 milionów dolarów na giełdzie, na której rząd Stanów Zjednoczonych zakupiłby 2 miliony dolarów akcji. Hamilton przewidując, że taki plan mógłby się nie powieść ponieważ rząd nie posiadał ustalonej kwoty, zaproponował, aby ten dokonał zakupu akcji za pomocą pieniędzy pożyczonych mu przez bank. Pożyczka miała być zwracana w dziesięciu równych ratach rocznych. Pozostałe 8 milionów dolarów dostępne miały być dla wszystkich osób w kraju i zagranicą. Głównym wymaganiem takich zakupów pozarządowych miało być to, że jedną czwartą ceny nabycia trzeba było spłacić w złocie lub w srebrze. Pozostała kwota mogła być spłaca obligacjami lub każdym innym prawnym środkiem płatniczym.
Poprzez ciągłe naleganie zwolenników nowej instytucji finansowej na powyższe warunki, Pierwszy Bank Stanów Zjednoczonych technicznie miał posiadać 500 tys. dolarów „prawdziwych” pieniędzy, które miał wykorzystywać jako zabezpieczenie do udzielanych pożyczek do kwoty skapitalizowanych 10 milionów dolarów. Jednak w przeciwieństwie do Banku Anglii, pierwszą funkcją banku zgodnie z systemem kredytu publicznego Hamiltona, miało być udzielanie pożyczek instytucjom rządowym oraz prywatnym w celu poprawy rozwoju wewnętrznego oraz postępu ekonomicznego. Działalność banku miała być prowadzona w imieniu rządu federalnego, który sprawował funkcję depozytora zebranych podatków, i któremu bank miał udostępniać szereg krótkoterminowych pożyczek na pokrycie rzeczywistych lub potencjalnych luk w dochodach. Holdingowa rola Banku była uważana za bardzo ważną, ale nadal za drugorzędną.
Utworzenie Pierwszego Banku Stanów Zjednoczonych zostało poddane jeszcze innym, nienegocjowalnym warunkom:
- Bank był spółką prywatną;
- ustawa przewidywała okres jego pracy na 20 lat, od 1791 do 1811 roku. Po upływie 20 lat Kongres miał zdecydować o zatwierdzeniu lub odrzuceniu odnowionego statusu banku. W tym czasie żaden inny bank nie był upoważniony do przejęcia jego kompetencji. Z kolei władze stanowe były autoryzowane do powoływania dowolnej liczby banków;
- aby wiarygodność banku była w pełni zagwarantowana:
  - nie mógł on kupować obligacji rządowych,
  - kadencja dyrektorów była obowiązkowa,
  - wyemitowane obligacje, a także zadłużenia nie mogły wchodzić w skład wartości spółki,
- cudzoziemcy mieszkający za granicą, jak i w Stanach Zjednoczonych, mieli być uprawnieni do nabywania akcji banku, ale bez prawa głosu;
- sekretarz skarbu państwa miał mieć prawo do usunięcia depozytów rządowych oraz do kontroli ksiąg, a także obowiązek składania cotygodniowego sprawozdania dotyczącego kondycji banku[8].

Aby rząd był w stanie spełnić ówczesne i późniejsze wymagania dotyczące swojej rachunkowości budżetowej, konieczne było wynalezienie jeszcze jednego źródła finansowania. „Odsetki od spłacanych długów rządowych miały spadać z końcem 1791 roku… spłaty te miały wynosić 788 333 dolarów rocznie i dodatkowe 38 291 dolarów na pokrycie deficytu budżetowego spowodowanego wydatkami na bieżące potrzeby państwa” Pomysłem Hamiltona na załatanie dziury budżetowej była propozycja złożona rok wcześniej. Dotyczyła ona podwyższenia cła na importowane napoje spirytusowe oraz podniesienie akcyzy na krajową, destylowaną whiskey i inne alkohole. Lokalny protest przeciwko podatkowi akcyzowemu doprowadził później do rozruchów społecznych nazwanych „buntem whiskey”.

## Opozycja
Podobnie jak większość członków Kongresu pochodzących z południowej części Stanów Zjednoczonych, sekretarz stanu Thomas Jefferson oraz członek Izby Reprezentantów James Madison nie byli przychylni propozycji Hamiltona, dotyczącej utworzenia państwowej mennicy oraz powołania Pierwszego Banku Stanów Zjednoczonych. Wierzyli oni, że scentralizowana władza z pominięciem banków lokalnych jest niekorzystna dla zdrowego systemu monetarnego, naruszała prawo własności oraz działała głównie na korzyść interesów gospodarczych zindustrializowanej Północy kosztem rolniczego Południa. Ponadto twierdzili oni, że utworzenie takiego banku jest niezgodne z konstytucją, która wyraźnie mówi, że to Kongres reguluje wagę, wymiary oraz emisję pieniędzy, a nie mennica.
W trakcie głosowania nad projektem ustawy w Izbie Reprezentantów, pierwsza jej część obejmująca utworzenie państwowej mennicy nie spotkała się z większym oporem i została przyjęta. Spodziewano się, że druga oraz trzecia część związana z powołaniem banku oraz jego finansowaniem, także zostanie zaakceptowana w głosowaniu. Ostatecznie tak się stało. Wersja ustawy Izby Reprezentantów oprócz pewnych jednostkowych protestów została uchwalona. Projekt ustawy Senatu spotkał się z jeszcze mniejszą ilością sprzeciwów. Problemy pojawiły się, kiedy ustawa Izby Reprezentantów miała być głosowana w Senacie, a projekt Senatu w Izbie Reprezentantów. W Senacie zwolennicy Hamiltona sprzeciwili się poprawce Izby Reprezentantów, dotyczącej podatku akcyzowego.
Powołanie banku podniosło także kwestię jego zgodności z konstytucją. Hamilton, wówczas sekretarz skarbu, twierdził, że bank może być doskonałym sposobem na wykorzystanie powierzonej mu przez konstytucję władzy rządowej. Sekretarz stanu Thomas Jefferson sprzeciwiał się temu mówiąc, że bank narusza tradycyjne prawo własności oraz że konstytucja nie upoważnia go do posiadania takiej władzy. Kolejny argument przeciwko projektowi utworzenia banku, pochodził od Jamesa Madisona, który uważał, że ani Kongres, ani żadna inna rządowa agencja nie są autoryzowane do przekazania władzy państwowej prywatnej organizacji finansowej. Dodatkowo wierzył on, że jeśli twórcy konstytucji chcieliby, aby Kongres lub inny urząd posiadał takie uprawnienia, na pewno by je zapisali. Jego konstatacja została spisana potem jako dziesiąta poprawka do konstytucji, mówiąca, że uprawnienia, których konstytucja nie powierzyła Kongresowi przysługują poszczególnym stanom bądź ludowi. Ostateczną decyzję w sprawie banku miał podjąć prezydent George Washington po zakończeniu obrad swoich doradców.

## Ratyfikacja ustawy przez Prezydenta
George Washington początkowo przyznał się, że wahał się podpisać projekt ustawy powołujący do życia bank narodowy. Poprosił on na piśmie o specjalne doradztwo w tej sprawie wszystkich członków swojego gabinetu, a w szczególności Hamiltona. Prokurator generalny Edmund Randolf z Wirginii uważał, że ustawa jest sprzeczna z konstytucją. Podobnie uważał Jefferson, także pochodzący z tego stanu. Hamilton, który w przeciwieństwie do swoich przeciwników pochodził z Nowego Jorku, szybko ripostował tym, którzy twierdzili, że powołanie banku jest niekonstytucyjne. Jego argumentów było wiele i były one bardzo zróżnicowane. Jednak dwa z nich uważa się za najważniejsze.
- Według niego, to co rząd mógł zrobić dla zwykłej osoby – nieposiadającej osobowości prawnej (w sensie zawarcia z nią umowy), mógł także wykonać dla osoby prawnej, to znaczy dla podmiotu gospodarczego. Pierwszy Bank Stanów Zjednoczonych miał być właśnie osobą prawną, czyli prywatnie działającą organizacją, a nie rządową instytucją. „A zatem, prawem suwerennej władzy jest to, aby mogła ona utworzyć spółkę, której powierzyłaby swoje rządowe uprawnienia.”
- Każdy rząd ze swojej natury jest suwerenny „i z tego względu posiada prawo do wykorzystania wszystkich swoich kompetencji, z wyjątkiem tych, które są ograniczone i zakazane przez konstytucje.”[12]

W dniu 25 lutego 1791 roku, w przekonaniu, że powołanie banku jest zgodne z prawem, Washington podpisał ustawę powołującą nową organizację finansową.
19 marca 1791 roku, Washington powołał trzech komisarzy: Thomasa Willinga, Davida Rittenhouse’a i Samuela Howella do zarejestrowania nowego banku.

## Wygaśnięcie statusu banku
Po tym jak Hamilton opuścił swój urząd w 1795 r., nowy sekretarz skarbu Oliver Wolcott Jr. poinformował Kongres o zwiększonej potrzebie finansowej rządu w związku z zaistniałym deficytem sektora finansów publicznych. Rozwiązanie tej sytuacji można było osiągnąć na dwa sposoby: poprzez sprzedaż rządowych akcji banku lub poprzez zwiększenie podatku. Wolcott zaproponował pierwsze rozwiązanie. Kongres szybko zaaprobował tę propozycję. Jednak Hamilton sprzeciwił się temu, tłumacząc, że dywidendy zostały nienaruszalnie zastawione na giełdzie, aby wesprzeć w przyszłości deficyt budżetowy. Hamilton próbował zorganizować opozycję, jednak okazało się to nieskuteczne. Status banku wygasł w 1811 roku.

## Nabycie banku przez Girarda
Po tym jak status banku wygasł w 1811 roku, Stephen Girard zakupił większość jego akcji, jak również budynek w Filadelfii i meble, tworząc własny bank znany później jako Girard Bank. Girard był jego jedynym właścicielem, czym złamał prawo Pensylwanii. Zakazuje ono podmiotom nieposiadającym osobowości prawnej zrzeszania się w celu utworzenia banku oraz wymaga ustanowienia statusu banku przez jego prawodawcę.
Girard zatrudnił George’a Simpsona, skarbnika Pierwszego Banku Stanów Zjednoczonych jako skarbnika swojego banku. Dodatkowo zatrudnił jeszcze siedmiu nowych pracowników, otwierając swoją działalność finansową 18 maja 1812. Za symboliczną kwotę pozwolił byłym pracownikom Pierwszego Banku Stanów Zjednoczonych, będącym jego powiernikami, wynajmować niektóre biura i archiwa, aby kontynuować proces likwidacji.

## Budynek banku
Pierwszy Bank Stanów Zjednoczonych został ustanowiony w stanie Filadelfia w mieście Pensylwania, które od 1790 do 1800 r. było stolicą państwa. Filadelfia była jednym z największych miast w świecie anglojęzycznym. Pierwszy Bank Stanów Zjednoczonych rozpoczął swoją działalność w budynku zwanym Dwór Stolarski (Carpenters' Hall) w 1791 roku, około 60 metrów od jego oficjalnej siedziby, która dopiero miała powstać.
Zaprojektowanie budynku banku powierzono Samuelowi Blodgettowi, inspektorowi budowlanemu w Waszyngtonie przyszłej stolicy kraju, jak również Jamesowi Hobanowi. Prace budowlane zostały zakończone w 1795 roku.
Budynek Pierwszego Banku Stanów Zjednoczonych został uznany za zabytek historyczny wchodzący w skład Independence National Historical Park założonego w 1956 roku. Architektura budynku badana była przez Amerykański Przegląd Budynków Historycznych w 1958 roku. 15 października 1966 roku, razem ze wszystkimi budynkami wchodzącymi w skład Parku, bank został wpisany do Krajowego Rejestru Miejsc Historycznych, a następnie został uznany za miejsce zabytkowe (National Historic Landmark).